# دلباخته (فیلم ۱۳۷۸)
دلباخته فیلمی به کارگردانی و نویسندگی خسرو معصومی ساختهٔ سال ۱۳۷۸ است.

## خلاصه داستان
تایماز جوان ترکمنی است که برای ازدواج با آی ناز طبق خواسته پدر او با آریاچی رقابت کرده و پیروز می‌شود..

## بازیگران
- فریبرز عرب نیا
- آناهیتا نعمتی
- سام درخشانی
- هوشنگ منصورخاکی
- منوچهر آذر
- سیامک اطلسی
- امراله صابری
- سهیلا عزیزی
- آی محمد آی محمدی
- مهرداد بازرگان
- نوبر قنبریان
- عباس ناظری نیک
- محمدرضا نوروزی
- ولی‌اله عمرانی
- مسعود غفاری
- پریسا سیدآبادی
- فتانه صبوری
- مهرنوش بغدادی
- فرشته افراسیابی
- ساحل عباسی
- رها فرهادی
- خدیجه پشنگ
- بهناز امانی
- آیدین معصومی
- حسین لامعی
- رفیع مددکار
- غلامرضا گرشاسبی
- علیرضا پورمحمد
- فیروز بهجت محمدی